# Лобату (Парана)
Лобату (порт. Lobato) — муниципалитет в Бразилии, входит в штат Парана. Составная часть мезорегиона Северо-центральная часть штата Парана. Входит в экономико-статистический микрорегион Асторга. Население составляет 4287 человек на 2006 год. Занимает площадь 240,904 км². Плотность населения — 17,8 чел./км².
Праздник города — 31 июля. 

## История
Город основан в 1956 году.

## Статистика
- Валовой внутренний продукт на 2003 год составляет 90 864 798,00 реалов (данные: Бразильский институт географии и статистики).
- Валовой внутренний продукт на душу населения на 2003 год составляет 21 712,02 реалов (данные: Бразильский институт географии и статистики).
- Индекс развития человеческого потенциала на 2000 год составляет 0,795 (данные: Программа развития ООН).

## География
Климат местности: субтропический. В соответствии с классификацией Кёппена, климат относится к категории Cfa.